# Rainer Pause

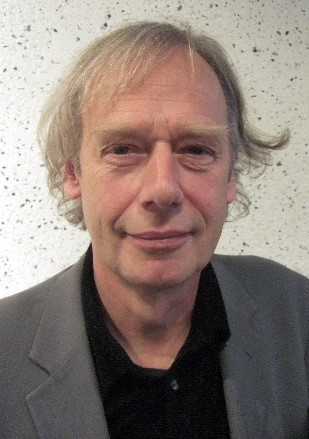
Rainer Pause (Ende November 2008)

Rainer Pause (* 14. Juni 1947 in Essen) ist ein deutscher Kabarettist – 1987 gründete er in Bonn das Pantheon-Theater.

## Leben
Rainer Pause studierte in Bonn zunächst Medizin, dann Germanistik, Kommunikationswissenschaften und Phonetik.
1966 begann er als Schauspieler bei der Studiobühne am Germanistischen Seminar der Uni-Bonn, deren Regisseur und Leiter er einige Zeit später wurde. 1979 wurde Rainer Pause Mitglied des Ensembles Hoffmanns Comic Teater, zu dem u. a. Peter Möbius, Rio Reiser (Ton Steine Scherben) und Claudia Roth gehörten. Ab 1982 machte er Kabarett mit Heinrich Pachl im Kölner Theater Der Wahre Anton; ein Jahr später war er Mitbegründer der alternativen Karnevalssitzung Pink Punk Pantheon und nahm Schauspielunterricht in der École Philippe Gaulier in Paris.
1987 gründete Pause das Pantheon-Theater in Bonn, dessen Inhaber und Geschäftsführer er nach wie vor ist (Mitte 2025). Seit 1990 tritt er dort zusammen mit Norbert Alich als Duo Pause-Alich auf und seit 1994 arbeitet er außerdem zusammen mit dem Kölner Journalisten Martin Stankowski. Seit 1995 moderiert er den Kabarett- und Satirepreis Prix Pantheon.
Zu Pauses Regiearbeiten gehören: Für Georg Schramm Thomas Bernhard hätte geschossen (2005) und Meister Yodas Ende (2010), für Andreas Giebel Im Sammelbecken der Leidenschaft (2007) und Das Rauschen in den Bäumen (2011) und für Helmut Schleich Der allerletzte Held (2008), Nicht mit mir! (2011), Ehrlich! (2014) sowie Kauf, du Sau (2018). 2013 führte er Regie bei der Jubiläumsproduktion des Tollwood-Festivals in München "Erster Klasse" (Ludwig Thoma), für deren Bearbeitung er auch als Koautor mitverantwortlich zeichnete. 2005 begründete er den kabarettistischen Politischen Aschermittwoch in Berlin.
Pause hat einen Sohn (Aljoscha Pause) und eine Tochter und lebt seit 1966 in Bonn; er ist der Neffe des Bergsteigers und Schriftstellers Walter Pause.

## Fritz Litzmann

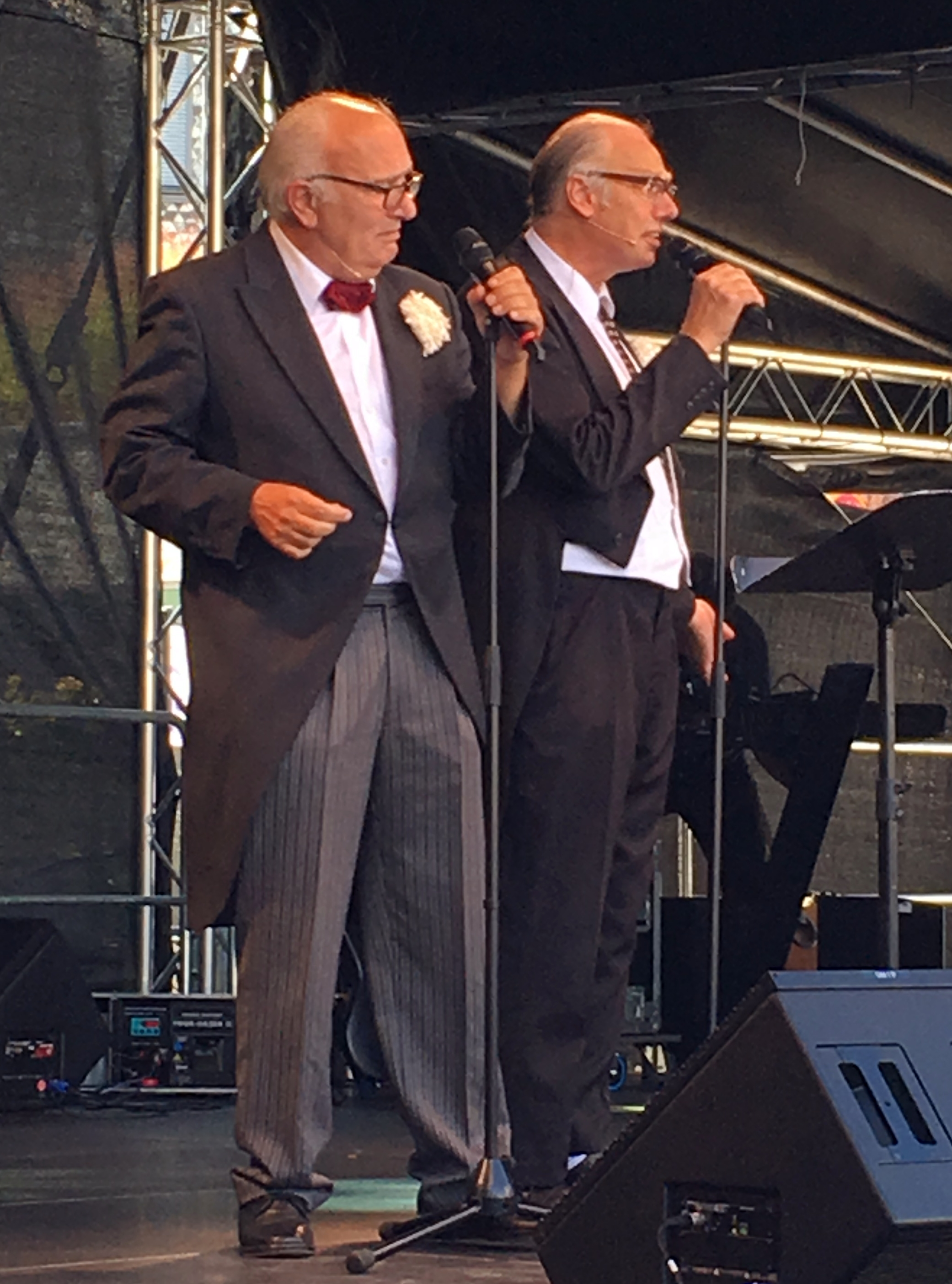
3. September 2016, Bürgerfest Bonn-Beuel, Bühne auf dem Rathausplatz:
Norbert Alich (links) als Hermann Schwaderlappen und Rainer Pause als Fritz Litzmann

Seit vielen Jahren ist Rainer Pauses Bühnenfigur und Alter Ego 'Fritz Litzmann' fester Bestandteil im Programm des Pantheon-Theaters. Litzmann ist Alterspräsident des fiktiven 'Heimatvereins Rhenania' und leitet im Zusammenspiel mit dem Alter Ego seines Bühnenpartners Norbert Alich, 'Hermann Schwaderlappen', den Vorsitz der alternativen Bonner Karnevalssitzung Pink Punk Pantheon. Als Fritz Litzmann ist Rainer Pause auch Partner von Norbert Alich im Kabarett-Duo Pause-Alich und im Zusammenspiel mit dem Kölner Historiker Martin Stankowski bei seinen Auftritten in Kirchen, Krematorien und Bestattungsinstituten mit der Produktion Tod im Rheinland und auf Schiffstouren auf dem Rhein, u. a. mit Revolution im Rheinland.
Außerdem gehört zu seinem Repertoire sein Solofinale das Letzte Gericht, eine von schwarzem Humor geprägte Tour de force durch das „Bestattungswesen und -unwesen“. Fritz Litzmann tritt dabei als Bestatter auf, der den Bogen vom Holocaust bis zum Grabherrenmodell des Neuen Jahrtausends spannt.

## Fritz Litzmann, mein Vater und ich
Im Mai 2025 veröffentlichte Aljoscha Pause den Dokumentarfilm Fritz Litzmann, mein Vater und ich –  hier erzählt er die Geschichte seines Vaters. Der Film ergründet die Motive eines kompromisslosen Künstlers und wie sich dessen Verwirklichung auf die Entwicklung des Sohnes auswirkte und gibt darüber hinaus einen umfassenden Einblick in die Geschichte des deutschen Kabaretts und die Bonner Republik während der politisch bewegten 1960er, 1970er und 1980er-Jahre.

## Fernsehen
Sendungen, in denen Rainer Pause bereits auftrat
- Mitternachtsspitzen (WDR)
- Pink Punk Pantheon (WDR)
- Prix Pantheon (WDR, 3sat, rbb)
- Prix Pantheon Gala (WDR, 3sat, rbb)
- Brettlspitzen (WDR 5)
- Männer allein zuhaus (WDR)
- Streng öffentlich! (WDR)
- Referat Riesling (WDR)
- Stratmanns (WDR)
- Ottis Schlachthof (BR)
- Mann an Bord (WDR)
- Spätschicht – Die Comedy Bühne (SWR)
- Fritz & Hermann (WDR)

und als Regisseur tätig war
- Schimpf vor 12 (BR)
- SchleichFernsehen (BR)

## Auszeichnungen
(gemeinsam mit Norbert Alich)
- 1991: Morenhovener Lupe
- 1992: Kritikerpreis des Komödiantenpreises im Hamburger Schmidt-Theater „für den Mut, uns mit bitterbösen Worten an unsere eigenen Toleranzgrenzen zu führen; ein Komödiant, der Wort und Emotion bis in die endlosen Extremitäten verlängert und sich selbst übergangslos in Schmerz, hellste Empörung und brüllendes Lachen taucht“.
- 2002: Mindener Stichling – Gruppenpreis

## Veröffentlichungen
- Rainer Pause: Das letzte Gericht. 3sat-Edition, DVD, ISBN 3-86923-012-6
- Rainer Pause, Jean Faure und Norbert Alich: Kölsch für Europa. Audio-CD, ISBN 3-416-05012-6
- Rainer Pause: Gepresste Fauna, in: Vorleser, Vol. 3 – Heimatklänge, Audio-CD, ISBN 3-86604-158-6
- Rainer Pause und Martin Stankowski: Tod im Rheinland. Audio-CD, ISBN 3-7857-3034-9
- Rainer Pause und Martin Stankowski: Tod im Rheinland. Letzte Worte von Elke Heidenreich. Neue, vollständ. überarb. Aufl. 2004, ISBN 3-462-03572-X